# Анджело Содано
А́нджело Сода́но (італ. Angelo Sodano; 23 листопада 1927, Ізола д'Асті — 27 травня 2022, Рим) — італійський кардинал, декан Колегії кардиналів з 27 квітня 2005 року, Державний секретар Святого Престолу (1991–2006).

## Біографічні відомості
Анджело Содано народився в Ізола д'Асті, в П'ємонті, в північній Італії. Його батько був депутатом італійського парламенту.
Навчався в семінарії в Асті і там 23 вересня 1950 року був рукоположений на священика. Отримав докторські ступені з теології в Папському Григоріанському університеті і з канонічного права в Папському Латеранському університеті. Закінчив також Папську церковну академію (Ватиканську дипломатичну школу).
Викладав догматичне богослов'я в єпархіальних семінаріях. У 1959 році переїхав у Рим і вступив на дипломатичну службу Святого Престолу. Працював секретарем нунціатур в Еквадорі, Уругваї та Чилі. У 1968 році він повернувся до Ватикану, де майже 10 років працював у Раді з громадських справ Церкви. Отримав почесні титули монсеньйора (1962) і капелана Його Святості (1963).
30 листопада 1977 року Папа Римський Павло VI призначив Анджело Содано титулярним архієпископом Нова ді Чезаре і апостольським нунцієм в Чилі. Єпископські свячення відбулися 15 січня 1978 року в Асті (головним святителем був кардинал Антоніо Саморе, а співсвятителями — архієпископ Агостіно Казаролі і єпископ Віто Нованна). 23 травня 1988 року перейшов на посаду секретаря Ради з громадських справ Церкви. У 1989 році, після реорганізації Римської курії, цей підрозділ отримав назву «Секція з відносин з державами Державного секретаріату Святого Престолу».
Після відставки кардинала Аґостіно Казаролі 1 грудня 1990 року Іван-Павло II призначив Анджело Содано про-держсекретарем Святого Престолу, а після кардинальської консисторії, що відбулася 28 червня 1991 року, на якій Анджело Содано отримав сан кардинала-пресвітера з титулом церкви Санта Марія Нуова, він став повноцінним державним секретарем. 10 січня 1994 року призначений кардиналом-єпископом субурбікарної єпархії Альбано.
Після смерті Івана Павла II (2 квітня 2005 року) Анджело Содано втратив посаду держсекретаря, але був наново призначений на цю посаду Папою Бенедиктом XVI. 30 квітня 2005 року Папа затвердив його вибір на декана Колегії кардиналів, і Анджело Содано отримав пов'язаний з цієї посадою титул кардинала-єпископа субурбікарної єпархії Остії.
22 червня 2006 року Папа Бенедикт XVI прийняв відставку кардинала Содано з посади держсекретаря Святого Престолу у зв'язку з осягненням пенсійного віку і призначив на його місце кардинала Тарчізіо Бертоне, який вступив на цей пост 15 вересня 2006 року. 23 листопада 2007 року, у зв'язку зі сповненням 80 років, кардинал Анджело Содано втратив право брати участь в конклаві.